# Tai Tuivasa
Tai Anthony Tuivasa (Sidney, Nueva Gales del Sur; 16 de marzo de 1993) es un artista marcial mixto australiano que actualmente compite en la categoría de peso pesado de Ultimate Fighting Championship (UFC). Desde el 11 de junio de 2024, está en la posición #10 del ranking de peso pesado de UFC.

## Primeros años
Tuivasa nació en Sídney con una madre indígena australiana y un padre samoano. Creció en el suburbio occidental de Sídney, Mt Druitt, y jugó en la liga de rugby en su juventud. Fue contratado por el club de rugby profesional Sydney Roosters en 2010, pero dejó de jugar cuando desarrolló una adicción a las apuestas.

## Carrera de artes marciales mixtas

### Ultimate Fighting Championship
En noviembre de 2016, se anunció que Tuivasa había firmado un contrato de cuatro peleas con Ultimate Fighting Championship. Según Tuivasa, tuvo que ausentarse durante un período prolongado debido a una lesión en la rodilla y una cirugía posterior.

#### 2017
Tuivasa haría su debut en UFC contra Rashad Coulter el 19 de noviembre de 2017 en UFC Fight Night: Werdum vs. Tybura. Ganó la pelea por nocaut debido a una rodilla voladora en el primer asalto y se convirtió en el primer australiano indígena en ganar una pelea de UFC. Tras la victoria, recibió el premio a la Actuación de la Noche.

#### 2018
Tuivasa enfrentó a Cyril Asker el 11 de febrero de 2018, en UFC 221. Ganó la pelea por TKO en el primer asalto. El 13 de febrero de 2018, Tuivasa ingresó en el ranking oficial de peso pesado de UFC, ocupando el puesto 15.
En marzo de 2018, Tuivasa firmó un nuevo contrato de cuatro peleas con UFC. Tuivasa enfrentó a Andrei Arlovski el 9 de junio de 2018, en UFC 225. Ganó la pelea por decisión unánime.
Tuivasa enfrentó al ex-Campeón de Peso Pesado de UFC Junior dos Santos el 2 de diciembre de 2018, en UFC Fight Night 142.  Perdió la pelea por TKO en el segundo asalto.

#### 2019
Tuivasa enfrentó a Blagoy Ivanov el 8 de junio de 2019, UFC 238. Perdió la pelea por decisión unánime.
Tuivasa enfrentó a Sergey Spivak el 6 de octubre de 2019, en UFC 243. Perdió la pelea por sumisión en el segundo asalto.

#### 2020
Tuivasa estaba programado para enfrentar a Jarjis Danho el 6 de junio de 2020, en UFC 251. Sin embargo, el 9 de abril, Dana White, anunció que el evento sería pospuesto a una fecha futura.
Tuivasa enfrentó a Stefan Struve el 24 de octubre de 2020, en UFC 254. Ganó la pelea por KO en el primer asalto.

#### 2021
Tuivasa estaba programado para enfrentar a Don'Tale Mayes el 20 de marzo de 2021, en UFC on ESPN 21. Sin embargo, Mayes se retiró de la pelea por razones no reveladas y fue reemplazado por el debutante Harry Hunsucker. Tuivasa ganó la pelea por TKO en el primer asalto.
Tuivasa enfrentó a Greg Hardy el 10 de julio de 2021,en UFC 264. Ganó la pelea por KO en el primer asalto. Esta victoria lo hizo merecedor del premio de Actuación de la Noche.
Tuivasa estaba programado para enfrentar a Walt Harris el 30 de octubre de 2021, en UFC 267. Sin embargo, Harris se retiró de la pelea y Tuivasa fue programado para enfrentar a Augusto Sakai el 20 de noviembre de 2021, en UFC Fight Night 198. Sin embargo, por problemas de visa de Tuivasa, la pelea fue cancelada. El par fue reprogramado para el 11 de diciembre de 2021, en UFC 269. Tuivasa ganó la pelea por KO en el segundo asalto. Esta victoria lo hizo merecedor de su tercer premio de Actuación de la Noche.

#### 2022
Tuivasa enfrentó a Derrick Lewis el 12 de febrero de 2022, en UFC 271. Ganó la pelea por KO en el segundo asalto. Esta victoria lo hizo merecedor de su cuarto premio de Actuación de la Noche.
Tuivasa enfrentó a Ciryl Gane el 3 de septiembre de 2022, en UFC Fight Night 209. A pesar de mandar al suelo a Gane en el segundo asalto, perdió la pelea por nocaut en el tercer asalto. Esta pelea lo hizo merecedor de su primer premio de Pelea de la Noche.
Tuivasa enfrentó a Sergei Pavlovich el 3 de diciembre de 2022, en UFC on ESPN 42. Perdió la pelea por KO en el primer asalto.

#### 2023
Tuivasa enfrentó a Alexander Volkov el 9 de septiembre de 2023, en UFC 293. Perdió la pelea por sumisión en el segundo asalto.

#### 2024
Tuivasa estaba programado para enfrentar a Marcin Tybura el 17 de febrero de 2024, en UFC 298. El 12 de enero de 2024, se anunció que la pelea fue reprogramada para encabezar UFC Fight Night 239 el 16 de marzo de 2024. Perdió la pelea por sumisión en el primer asalto. 

## Vida personal
Tuivasa tiene un hijo, con Brierley Pedro, hermana del ex peleador de peso semipesado de UFC Tyson Pedro.
Tuivasa actualmente presenta "The Halfcast Podcast" con Tyson Pedro y Andrew Fifita como coanfitriones.
Desde 2018, Tuivasa celebra sus victorias haciendo un shoey, bebiendo cerveza de un zapato prestado. El periódico de Sydney The Daily Telegraph acuñó el apodo de "Shoeyvasa". En UFC 254, ganó de nuevo pero no se le permitió hacer el shoey en la jaula, pero desde entonces ha continuado con la tradición.
Tuivasa es copropietario de Drink West Brewery con Tyson Pedro y Nathan Cleary.

## Campeonatos y logros
- Ultimate Fighting Championship
  - Actuación de la Noche (Cuatro veces) vs. Rashad Coulter, Greg Hardy, Augusto Sakai y Derrick Lewis[23][29][32]
  - Pelea de la Noche (Una vez) vs. Ciryl Gane
- Australian Fighting Championship
  - Campeonato de Peso Pesado de AFC (Una vez)[50]
- National Dreamtime Awards 2018
  - Deportista Internacional del Año 2018 de National Dreamtime Awards.[51]
- MMAjunkie.com
  - Nocaut del Mes de julio de 2021 vs. Greg Hardy[52]

## Récord en artes marciales mixtas
| Registro profesional | Registro profesional | Registro profesional |
| 21 peleas            | 14 victorias         | 8 derrotas           |
| -------------------- | -------------------- | -------------------- |
| Nocaut               | 13                   | 3                    |
| Sumisión             | 0                    | 3                    |
| Decisión             | 1                    | 2                    |

| Resultado | Registro | Oponente              | Método                                | Evento                                  | Fecha                   | Ronda | Tiempo | Localización      | Notas                                         |
| --------- | -------- | --------------------- | ------------------------------------- | --------------------------------------- | ----------------------- | ----- | ------ | ----------------- | --------------------------------------------- |
| Derrota   | 14-8     | Jairzinho Rozenstruik | Decisión (dividida)                   | UFC 305                                 | 22 de agosto de 2024    | 3     | 5:00   | Perth             |                                               |
| Derrota   | 14–7     | Marcin Tybura         | Sumisión técnica (rear-naked choke)   | UFC Fight Night: Tuivasa vs. Tybura     | 16 de marzo de 2024     | 1     | 4:08   | Las Vegas, Nevada |                                               |
| Derrota   | 14–6     | Alexander Volkov      | Sumisión (ezekiel choke)              | UFC 293                                 | 9 de septiembre de 2023 | 2     | 4:37   | Sídney            |                                               |
| Derrota   | 14–5     | Sergei Pavlovich      | TKO (golpes)                          | UFC on ESPN: Thompson vs. Holland       | 3 de diciembre de 2022  | 1     | 0:54   | Orlando, Florida  |                                               |
| Derrota   | 14–4     | Ciryl Gane            | KO (golpes)                           | UFC Fight Night: Gane vs. Tuivasa       | 3 de septiembre de 2022 | 3     | 4:23   | París             | Pelea de la Noche.                            |
| Victoria  | 14–3     | Derrick Lewis         | KO (codazo)                           | UFC 271                                 | 12 de febrero de 2022   | 2     | 1:40   | Houston, Texas    | Actuación de la Noche.                        |
| Victoria  | 13–3     | Augusto Sakai         | KO (golpes)                           | UFC 269                                 | 11 de diciembre de 2021 | 2     | 0:26   | Las Vegas, Nevada | Actuación de la Noche.                        |
| Victoria  | 12–3     | Greg Hardy            | KO (golpes)                           | UFC 264                                 | 10 de julio de 2021     | 1     | 1:07   | Las Vegas, Nevada | Actuación de la Noche.                        |
| Victoria  | 11–3     | Harry Hunsucker       | TKO (golpes)                          | UFC on ESPN: Brunson vs. Holland        | 20 de marzo de 2021     | 1     | 0:49   | Las Vegas, Nevada |                                               |
| Victoria  | 10–3     | Stefan Struve         | KO (golpes)                           | UFC 254                                 | 24 de octubre de 2020   | 1     | 4:59   | Abu Dabi          |                                               |
| Derrota   | 9–3      | Sergey Spivak         | Sumisión técnica (arm-triangle choke) | UFC 243                                 | 5 de octubre de 2019    | 2     | 3:14   | Melbourne         |                                               |
| Derrota   | 9–2      | Blagoy Ivanov         | Decisión (unánime)                    | UFC 238                                 | 8 de junio de 2019      | 3     | 5:00   | Chicago, Illinois |                                               |
| Derrota   | 9–1      | Junior dos Santos     | TKO (golpes)                          | UFC Fight Night: dos Santos vs. Tuivasa | 2 de diciembre de 2018  | 2     | 2:30   | Adelaide          |                                               |
| Victoria  | 9–0      | Andrei Arlovski       | Decisión (unánime)                    | UFC 225                                 | 9 de junio de 2018      | 3     | 5:00   | Chicago, Illinois |                                               |
| Victoria  | 8–0      | Cyril Asker           | TKO (golpes y codazos)                | UFC 221                                 | 11 de febrero de 2018   | 1     | 2:18   | Perth             |                                               |
| Victoria  | 7–0      | Rashad Coulter        | TKO (rodillazo volador)               | UFC Fight Night: Werdum vs. Tybura      | 19 de noviembre de 2017 | 1     | 4:35   | Sídney            | Actuación de la Noche.                        |
| Victoria  | 6–0      | James McSweeney       | TKO (parada médica)                   | Australian Fighting Championship 17     | 15 de octubre de 2016   | 1     | 5:00   | Melbourne         | Defendió el Campeonato de Peso Pesado de AFC. |
| Victoria  | 5–0      | Brandon Sololi        | KO (codazo)                           | Australian Fighting Championship 16     | 18 de junio de 2016     | 1     | 0:21   | Melbourne         | Ganó el Campeonato de Peso Pesado de AFC.     |
| Victoria  | 4–0      | Gul Pohatu            | TKO (golpes)                          | Urban Fight Night 5                     | 12 de diciembre de 2015 | 1     | 0:44   | Liverpool         |                                               |
| Victoria  | 3–0      | Erik Nosa             | TKO (golpes)                          | Gladiators Cage Fighting: Gladiators 3  | 9 de noviembre de 2012  | 1     | 0:28   | Sídney            |                                               |
| Victoria  | 2–0      | Aaron Nieborak        | TKO (golpes)                          | Gladiators Cage Fighting: Gladiators 2  | 31 de agosto de 2012    | 1     | N/A    | Sídney            |                                               |
| Victoria  | 1–0      | Simon Osborne         | TKO (golpes)                          | Elite Cage Championships 2              | 6 de julio de 2012      | 1     | N/A    | Sídney            |                                               |